# Savuca, Söke
Savuca là một thị trấn thuộc huyện Söke, tỉnh Aydın, Thổ Nhĩ Kỳ. Dân số thời điểm năm 2010 là 7.859 người.